# Jérémy Guillemenot
Jérémy Guillemenot, né le 6 janvier 1998 à Genève, est un footballeur suisse qui évolue au poste d'attaquant au Servette FC.

## Biographie

### Carrière en club
Né à Genève, d'un père français et une mère portugaise, Jérémy Guillemenot commence à jouer au football à l'UGS des Eaux-Vives, avant de rejoindre l'académie du Servette FC à l'âge de 9 ans. Dans le club sa ville natale, Guillemenot fait ses débuts avec l'équipe senior le 22 mai 2015, à l'occasion d'un match de Challenge League contre le FC Schaffhausen, qui se solde par une défaite 1-2.
Mais pendant que Guillemenot fait ses premiers pas en pro, le club de Genève est en proie à des difficultés financières, et se voit relégué administrativement en fin de saison, malgré une deuxième place en championnat, et évolue donc en troisième division en 2015-2016,.
Si le jeune joueur continue à progresser dans un championnat dominé par son équipe, il s'illustre surtout en UEFA Youth League cette saison, où il marque quatre buts, éliminant notamment le champion espagnol du Villarreal CF,.
Fort de ces premières années en Suisse, Guillemenot rejoint le FC Barcelone à l'été 2016,, le club catalan venant de signer un accord de collaboration dans la formation de joueurs avec le Servette FC,. Il est alors annoncé comme le premier joueur suisse ayant signé au Barça,.
En Catalogne, le jeune suisse s'intègre rapidement avec l'équipe des moins de 19 ans de La Masia, avec qui il est buteur régulier,, atteignant notamment les demi-finales de la Youth League où ils sont éliminés par les futurs vainqueurs de la compétition, le RB Salzbourg. Il glane également deux présences et un but avec le FC Barcelone B.
Mais son parcours à Barcelone n'est pas sans accrocs : Guillemenot connaît une saison mitigée en prêt au CE Sabadell, et est finalement transféré au Rapid Vienne en Bundesliga autrichienne à l'été 2018.
Cependant, au sein d'un club viennois en difficulté sur le plan sportif, Guillemenot n'arrive pas à être plus qu'un remplaçant, et retourne ainsi en Suisse en janvier 2019, pour jouer avec le FC Saint-Gall,,.
Si Guillemenot ne s'installe pas tout de suite comme un titulaire dans cette fin de saison 2018-2019, il devient un des éléments clés de l'équipe les saisons suivantes, dans la foulée d'un sextuplé en amical contre le FC Bad-Ragaz, se montrant régulièrement au sein d'un Saint-Gall notamment vice-champion en 2019-2020.
En juin 2023 il est transféré dans le club de ses débuts, le Servette  FC.

### Carrière en sélection
Sélectionnable avec la France et le Portugal du fait de ses origines — et possédant de fait la double nationalité franco-suisse — Guillemenot affirme néanmoins très tôt viser uniquement la Nati.
International suisse dans toutes les catégories des moins de 15 ans au moins de 20 ans, il est notamment un des joueurs clés des moins de 19 ans entre 2015 et 2017,,. Il porte notamment le brassard de capitaine et marque un triplé lors de son dernier match avec les M19, contre le Liechtenstein en juin 2017,,,, avant de passer aux catégories supérieures.
Il connait sa première sélection en espoirs le 7 septembre 2018, à l'occasion du match de qualification à l'Euro contre la Bosnie-Herzégovine. Mais c'est surtout lors de la campagne suivante pour l'Euro 2021 qu'il va s'illustrer : il est un des éléments clés de l'équipe qui bat la France en novembre 2019, marquant un but puis fournissant une passe décisive,, qui sera suivi d'un parcours victorieux, qualifiant l'équipe dans la compétition européenne principale.
C'est justement en ouverture de cet Euro que l'équipe de Suisse de Guillemenot va à nouveau glaner une victoire 1-0 retentissante contre l'Angleterre des Hudson-Odoi, Curtis Jones et Eddie Nketiah.

## Palmarès
| Servette FC - Promotion League - Champion en 2015-2016 | FC Saint-Gall - Super League - Vice-champion en 2019-2020 - Coupe de Suisse - Finaliste en 2021 |